# Technōs Japan

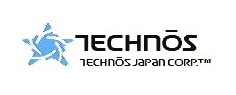
テクノスジャパン

Technos Japan Corporation (株式会社テクノスジャパン Kabushiki-gaisha Tekunosujapan?) es un desaparecido desarrollador de videojuegos japonés conocido principalmente por la saga de Kunio-kun, una serie que alcanzó un gran éxito en la consola Famicom principalmente, con los diferentes deportes de cada juego.

## Historia
Technos Japan fue fundada en 1981 por tres miembros de otra compañía llamada Data East Corporation. Muchos de los juegos de la empresa son compartidos con varias compañías.
Su primer juego fue Minky Monkey, lanzado en 1982. En 1986 nace Kunio, el personaje que se convirtió en la mascota de la empresa durante un tiempo, en el juego Renegade (conocido en Japón como Nekketsu Koha Kunio Kun), el juego original de la saga. Technos llegó a crear más de 20 juegos de Kunio-kun.
La saga Double Dragon fue también muy importante para la compañía y para la industria e historia de los videojuegos en general. Desarrolló la versión original para máquinas arcade en 1987, así como algunas versiones para sistemas domésticos.
En 1990 Technos creó Nintendo World Cup para el NES/Famicom y Game Boy, que es considerado un clásico y uno de los juegos más populares de la serie. 
La empresa desapareció finalmente en 1996. En el año 2015 la compañía Arc System Works adquirió las propiedades intelectuales de Technos, incluyendo Double Dragon y Kunio-kun.